# Massís del Muixacre
El massís del Muixacre, o Montsiacre, és un conjunt muntanyós situat al municipi de Morella (els Ports, País Valencià). Assoleix el 1.274 metres al cim homònim i els 1.294 al cim germà dels Fustes, el punt més elevat del terme de Morella.
Es caracteritza per les formes arrodonides del seu perfil, que al vessant sud prenen el nom de les Llomes de Bartolo que donen pas al pla de la Llàcua, i pel nord la serra de Blai Adell s'aproxima al mas de Querol per on transcorre el port de Querol. També la serra de la Talaia cap a l'est en direcció a la Vallivana, la serra del Mas Gran pel sud-oest i la serreta de Donís cap al nord-oest en direcció al llogaret dels Llívis.
Al Muixacre naixen nombrosos rius i barrancs, com el Bergantes, que drena les seues aigües en la conca de l'Ebre.
Aquest massís dóna nom també a una dena o districte de Morella, la més extensa del terme municipal de la capital dels Ports.